# Cantón de La Ferté-Gaucher
El cantón de La Ferté-Gaucher era una división administrativa francesa, que estaba situada en el departamento de Sena y Marne y la región de Isla de Francia.

## Composición
El cantón estaba formado por dieciocho comunas:
- Amillis
- Chartronges
- Chevru
- Choisy-en-Brie
- Dagny
- Jouy-sur-Morin
- La Chapelle-Moutils
- La Ferté-Gaucher
- Lescherolles
- Leudon-en-Brie
- Marolles-en-Brie
- Meilleray
- Montolivet
- Saint-Barthélemy
- Saint-Mars-Vieux-Maisons
- Saint-Martin-des-Champs
- Saint-Rémy-la-Vanne
- Saint-Siméon

## Supresión del cantón de La Ferté-Gaucher
En aplicación del Decreto n.º 2014-186 de 18 de febrero de 2014, el cantón de La Ferté-Gaucher fue suprimido el 22 de marzo de 2015 y sus 18 comunas pasaron a formar parte del nuevo cantón de Coulommiers.